# Cerapachys elegans
Espèce
Synonymes
- Phyracaces elegans Wheeler, 1918

Cerapachys elegans est une espèce de fourmis de la sous-famille des Dorylinae. Elle est trouvée en Australie.